# Йефле ИФ
Йефле Идротсфьоренинг (на шведски: Gefle Idrottsförening) е шведски футболен отбор от град Йевле. Състезава се в най-високото ниво на шведския футбол групата Алсвенскан.

## Успехи
- Купа на Швеция  (1): 2006 г.

## Европейски турнири
Участвал е в турнира за Купата на УЕФА през сезон 2006-2007 г.